# Різанова Ганна Михайлівна

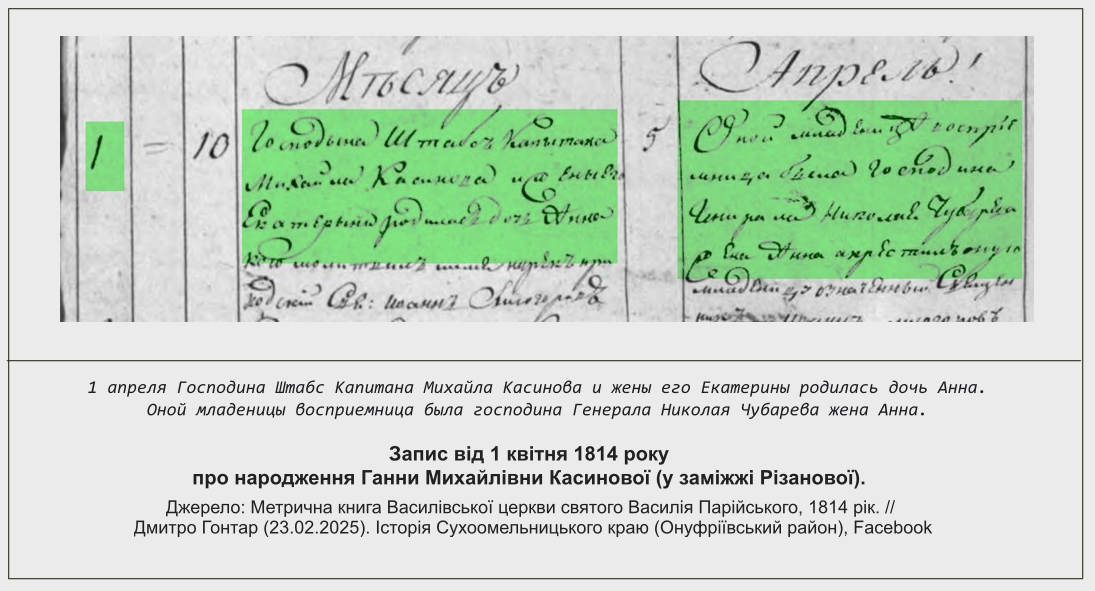
Запис про народження Касинової (Різанової) Ганни Михайлівни 1 квітня 1814 року. Джерело: Метрична книга Василівської церкви святого Василія Парійського, 1814 рік. // Дмитро Гонтар (23.02.2025). Історія Сухоомельницького краю (Онуфріївський район), Facebook

Ганна Михайлівна Різанова (1 [13] квітня 1814, с.Василівка - після 1878) до шлюбу Касинова - українська громадсько-культурна діячка, співзасновниця Єлисаветградського ремісничо-грамотного училища на Ковалівці (1867), співорганізаторка Благодійного товариства (1867), Єлисаветградського товариства поширення грамотності та ремесел (1873), керманичка «великопанського» кола єлисаветградських театралів. 

## Життєпис
Дід кременчуцький губернський секретар Касинов Василь Борисович (1715-1788) та баба Ганна Михайлівна (у першому шлюбі Геврасьєва) разом із пасербицею Явдохою (Євдокія) заснували село Василівку (Секретарівка) у 1767-1773 роках. Касинові Василь та Ганна мали синів Данила, Михайла, Олександра, Якова. Штабскапітан Касинов Михайло Васильович та Чубарова Катерина, окрім Ганни (1 [13] квітня 1814 р.н.), мали ще старшого сина Василя (30 березня [11 квітня] 1813 р.н.) та менших доньку Явдоху (11 [23] жовтня 1815 р.н.), синів Миколу (Олександра) (22 вересня [4 жовтня] 1816 - 25 вересня [7 жовтня] 1818), Михайла (6 [18] серпня 1818 р.н.) Павла (20 серпня [1 вересня] 1820 р.н.) та Івана (26 вересня [10 жовтня] 1823  - 5 [17] травня 1825), доньку Віру (20 січня [1 лютого] 1825 р.н.), доньку Олександру (24 березня [5 квітня] 1826 р.н.).
Чоловік Різанов Андрій Романович, поміщик села Лозуватки. У шлюбі народила доньку Юлію (1837) та сина Михайла (28 жовтня [9 листопада] 1842). Хрещення сина відбулося в найбільшому храмі міста - Єлисаветградському успенському шестипрестольному кам’яному соборі 19 грудня [31 грудня] 1842 року. Хресним батьком Михайла став голова Елисаветградської міської думи підполковник Поппе Дмитро Іванович. Донька Юлія у шлюбі з Кноррингом Романом Івановичем 2-м народила трьох дітей - Катерину (2 [14] серпня 1860р.н.), Володимира (9 [21] вересня 1861р.н.) та Андрія (28 вересня [10 жовтня] 1862 року).

## Театральна діяльність
У 1870-х роках під керівництвом Ганни Різанової діяла театральна трупа, яка давала вистави у Зимовому театрі в Єлисаветграді (нині Кропивницький). Учасниками "великопанського" кола театралів були поміщики Тарновські, Петковичі, Шафонські, Кефала та інші. Часом Марко Лукич Кропивницький та брати Тобілевичі долучалися до трупи Ганни Різанової для спільної організації вистав.

## Вшанування пам'яті

Інформаційний стенд "Вулиця Різанова", присвячений українській благодійниці Різановій Ганні Михайлівні (1814-1878). Встановлено 25.05.2025р., вулиця Різанова №1, село Гаївка, Кропивницький район.

Інформаційний стенд, присвячений Різановій Ганні, було встановлено 25 травня 2025 року по вулиці Різанова №1  у селі Гаївці Кропивницького району. 